# Taeniophyllum elmeri
Taeniophyllum elmeri är en orkidéart som beskrevs av Oakes Ames. Taeniophyllum elmeri ingår i släktet Taeniophyllum och familjen orkidéer.
Artens utbredningsområde är Filippinerna. Inga underarter finns listade i Catalogue of Life.